# Головинский, Григорий Львович
Григорий Львович (Либер-Вольфович) Головинский (18 февраля 1923, Житомир — 20 сентября 2002, Москва) — советский и российский музыковед, доктор искусствоведения.

## Биография
Окончил теоретико-композиторский факультет Московской консерватории (1951), затем аспирантуру там же под руководством В. А. Цуккермана. Одновременно с 1945 г. преподавал музыкальную литературу в музыкальной школе, в 1955—1958 — анализ в Центральной музыкальной школе, в 1955—1960 и 1964—1971 гг. вёл теоретические предметы в Музыкальном училище им. М. М. Ипполитова-Иванова. В 1957—1967 гг. заместитель председателя комиссии музыкальной критики Союза композиторов СССР. С 1967 г. научный сотрудник Института истории искусств.
Кандидат искусствоведения (1968), диссертация «Камерное инструментальное творчество А. П. Бородина». Опубликовал популярные книги «„Князь Игорь“ А. Бородина» (1950, 2 издание 1962, 3 издание 1980) и «Камерные ансамбли Бородина» (1972), а также две книги о музыкальной форме рондо: «Рондо» (1961, 2 издание 1963) и «Куплетная, вариационная форма и форма рондо» (1962). Автор статей о творчестве Бородина, Чайковского, Родиона Щедрина и др. в журналах «Советская музыка», «Музыкальная жизнь». В дальнейшем занимался проблемами социологии музыки, вопросами фольклорных корней музыкального творчества, опубликовал книгу статей «Композитор и фольклор: из опыта мастеров XIX—XX века» (1981) и монографию «Мусоргский и фольклор» (1994), составитель сборника научных работ «М. П. Мусоргский и музыка XX века» (1990). В 2005 г. посмертно опубликована книга «Статьи. Воспоминания».
В 1965 году стал, вместе с Г. С. Фридом и В. И. Заком, одним из основателей Московского молодёжного музыкального клуба при Доме композиторов.
В 1985 году защитил докторскую диссертацию в Институте искусствоведения Академии Наук СССР.
Скончался 20 сентября 2002 года. Похоронен на Николо-Архангельском кладбище.